# Dzuzdi Corona
La Dzuzdi Corona è una struttura geologica della superficie di Venere.